# نادي موسكرون
نادي ريال إكسيسليور موسكرون (بالفرنسية: Royal Excelsior Mouscron)‏ نادي كرة قدم بلجيكي يلعب في دوري الدرجة الممتازة . تم تأسيس النادي في سنة 1964 .